# Revueltas comuneras de mayo y junio de 1520
Las revueltas de mayo y junio de 1520 fueron una serie de levantamientos urbanos sucedidos durante esos meses en varias ciudades castellanas tras la marcha del monarca Carlos I, y que dieron comienzo a la rebelión comunera en el reino. 
En abril y mayo de 1520 la mayoría de los procuradores de las Cortes de Santiago y La Coruña concedieron al monarca un cuantioso servicio, tras lo cual este se embarcó rumbo al Sacro Imperio para recibir la corona imperial. Lo cierto es que desde entonces comenzaron a circular rumores falsos que atribuían a los mismos diputados la votación de una serie anexa de impuestos desorbitantes. Esto, junto con la votación del servicio, preparó un clima propicio para los disturbios populares y la ciudad de Segovia fue el lugar donde se produjeron los primeros incidentes, el 29 y 30 de mayo, con la ejecución de dos funcionarios y uno de los diputados de Cortes. Al mismo tiempo en Zamora el conde de Alba de Liste evitó con su intervención violencias más graves, pero en Guadalajara no fue tan fácil evitar que el 5 de junio las calles se llenaran de sangre. En Burgos el 10 de junio la muchedumbre destituyó al corregidor, se lanzó al asalto de las casas pertenecientes a personalidades impopulares de la política o la fiscalidad y asesinó brutalmente al francés Jofre de Cottanes. Estos actos de violencia contrastan con las reservas de otras ciudades, como Ávila, León o sobre todo Valladolid, donde surgieron altercados menores o simplemente no los tuvieron. 

## Contexto
Tras la disolución de las Cortes de Santiago y La Coruña en mayo de 1520, numerosos panfletos y listas impresas que se hacían pasar por oficiales circulaban por toda Castilla enumerando las cargas fiscales que los procuradores habrían, supuestamente, autorizado al rey Carlos I a imponer. En efecto, esta propaganda afirmaba que todo hombre casado debería pagar un ducado por él, un ducado por su esposa, dos reales por cada niño, un real por cada sirviente, cinco maravedís por cada oveja o cordero, así como una cierta suma por las tejas de su casa. Los productos de consumo corriente tampoco se escaparían de los nuevos impuestos: la carne, el pescado, el aceite, la cera, los paños, el cuero, el hierro, el vino, las sardinas, las anchoas, etc., pero paradójicamente, solo la seda, el oro y la plata, además del pan, escaparían de esta increíble presión fiscal.
Lo cierto es que esta propaganda, aunque falsa y malintencionada, creó un ambiente propicio para la agitación pública, sobre todo en las ciudades cuyos procuradores habían votado el servicio. Tampoco hay que olvidar que Toledo se había rebelado en abril, y que el monarca antes de partir para el Sacro Imperio había nombrado como regente al cardenal Adriano de Utrecht, extranjero y por eso discutido. Es, pues, dentro de este contexto en extremo deteriorado donde tuvieron lugar las revueltas antifiscales de mayo y junio de 1520 que se pasan a desarrollar.

## Segovia

### Asesinato de Melón y Portal

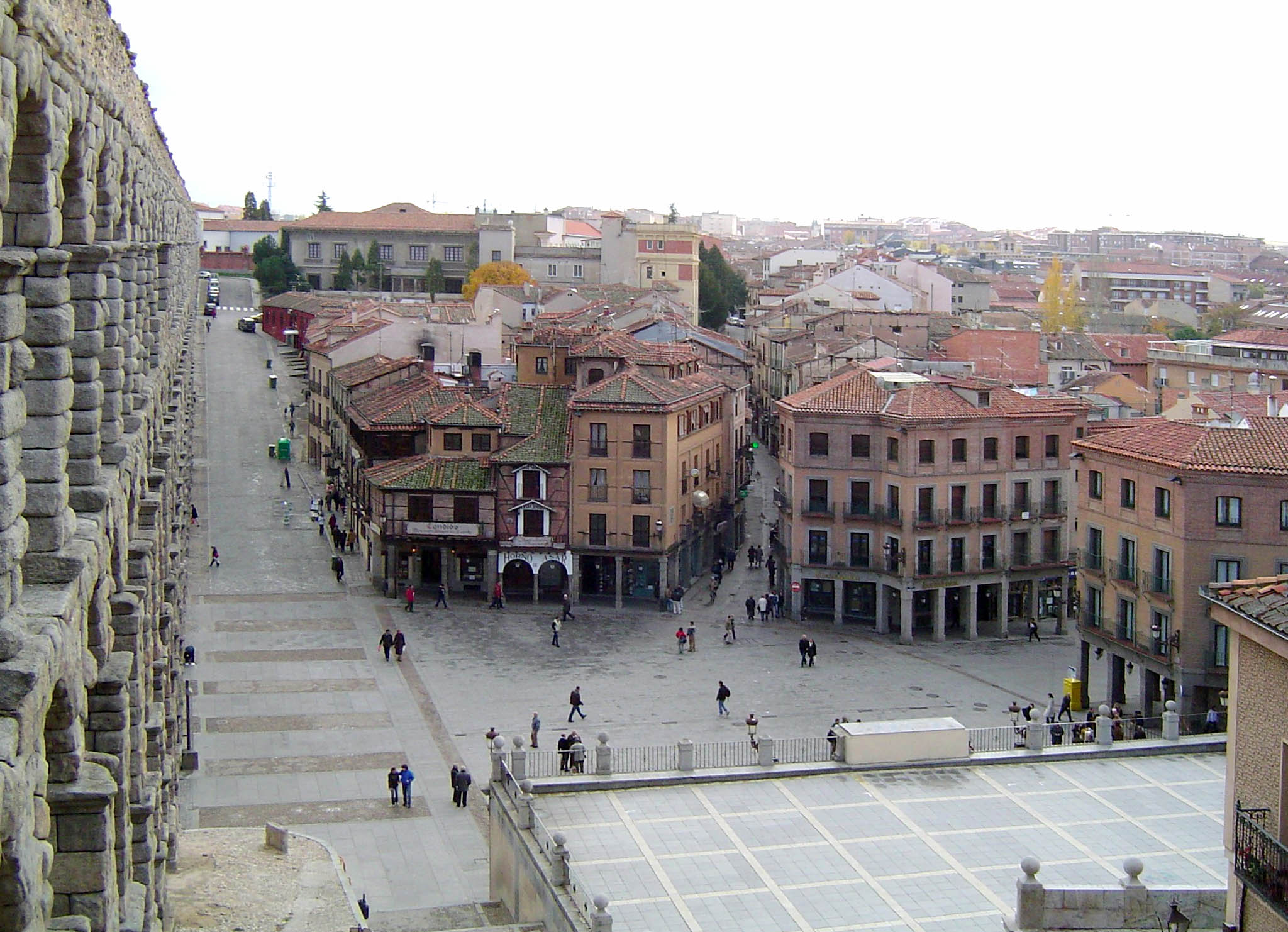
Plaza del Azoguejo, cerca o en la cual, según los cronistas, la muchedumbre se encontró con Roque Portal.

El 29 de mayo el corregidor segoviano Juan de Acuña y su círculo de colaboradores fueron duramente criticados —el primero por absentismo y el segundo por avaricia— al mismo tiempo que los cuadrilleros, responsables de la recaudación local, se reunían en la iglesia del Corpus Christi. Un funcionario subalterno, Hernán López Melón, indignado ante lo que consideraba una falta de acato y respeto a los representantes de las autoridades reales, dirigió a los calumniadores algunas amenazas que exasperaron definitivamente a la población, ya algo excitada a causa de los acontecimientos de La Coruña. Melón fue linchado y colgado boca abajo en la Cruz del Mercado, frente a la homónima ermita, con una horca de la madera que allí hay siempre del pinar de Valsaín. Uno de sus colegas, llamado Roque Portal, incurrió en protestar el crimen y la reacción del populacho enfurecido, unas 2000 personas según Diego de Colmenares, fue nuevamente fulminante:

Por esto, y porque le vieron con un papel y pluma, uno comenzó a decir que escribía los que habían sido en matar a Melón; comenzaron a dar voces diciendo: «¡Muera, muera!», y con la misma furia y desorden de proceso con que procedieron contra Melón, le echaron mano y le llevaron a la horca, y lo colgaron de los pies. Y así murió el miserable.
Prudencio de Sandoval, Historia de la vida y hechos del emperador Carlos V. 

### Asesinato de Rodrigo de Tordesillas

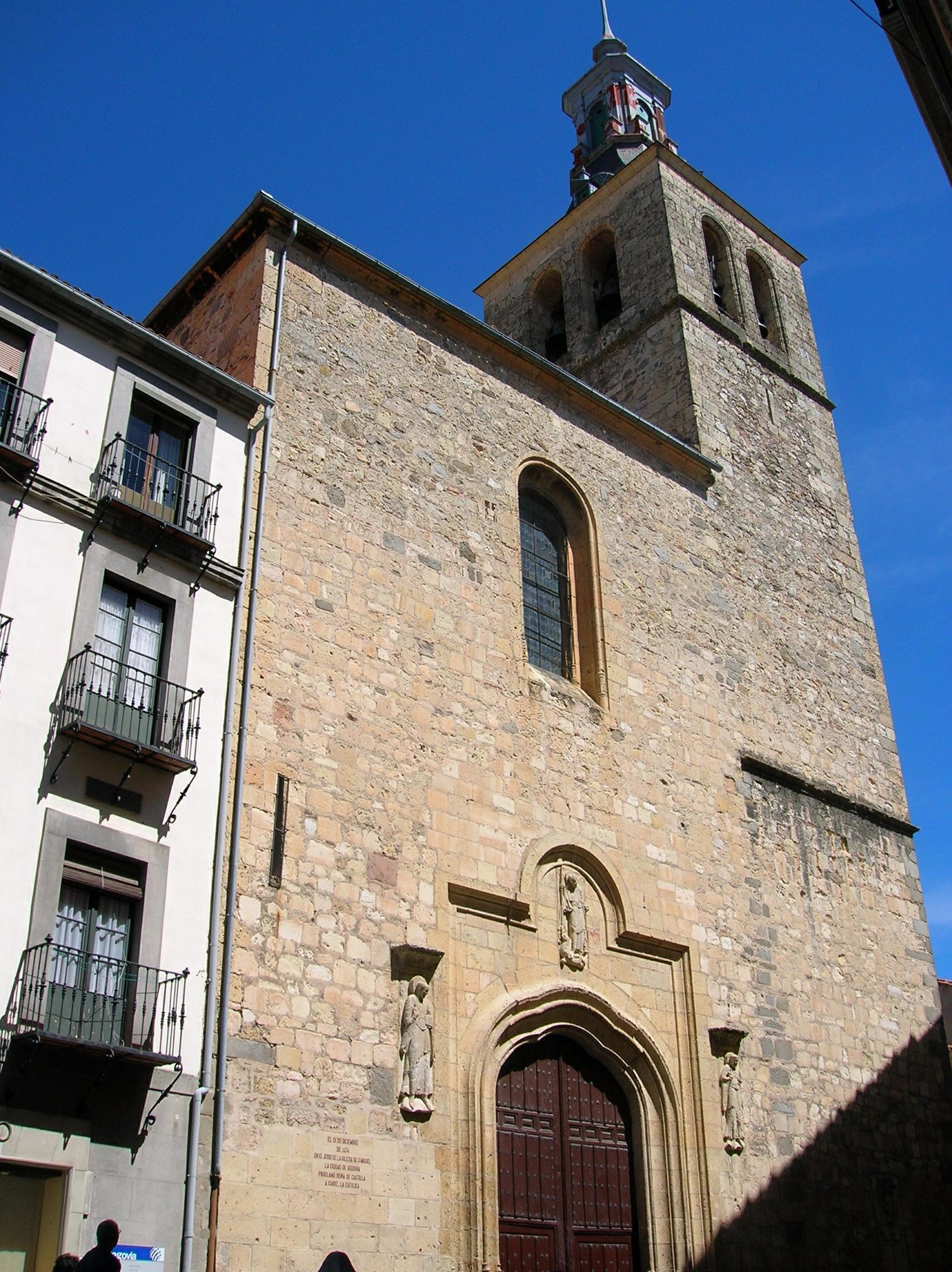
Iglesia de San Miguel, frente a la cual tuvo lugar el ajusticiamiento del procurador Tordesillas.

Al día siguiente, 30 de mayo, el procurador Rodrigo de Tordesillas se dispuso a dar cuenta de su actuación en las Cortes ante el regimiento reunido en la iglesia de San Miguel. Su colega, Juan Vázquez, había preferido retirarse a El Espinar consciente de cuál iba a ser la reacción de la multitud. Pero el populacho se negó a escuchar a Tordesillas, se apoderó de su persona, destrozó el cuaderno que contenía la justificación de lo hecho en las Cortes y terminó estrangulandole en plena calle. Los cronistas han recogido este suceso con sumo detalle. En un primer momento se habría llevado a Tordesillas a la cárcel real de la ciudad, pero como estaba cerrada, prefirieron ejecutarlo. Con soga al cuello lo arrastraron entonces por las actuales calles Juan Bravo y Cervantes hasta cruzar la muralla, sin que el deán de la catedral y algunos canónigos que habían salido en su ayuda pudiesen alcanzarlos. Frente al convento de San Francisco el prior Juan de Arévalo, hermano de Tordesillas, salió entonces al encuentro para rogar que no lo matasen: 

Y así le llevaron arrastrando por las calles, dándole grandes empujones y golpes en la cabeza con los pomos de las espadas, aunque daba grandes voces y gemidos, diciendo:

-Oídme, señores: ¿por qué me matáis? -no aprovechaba.
Pedía confesión; no querían. Salieron el deán y canónigos revestidos y con el Santísimo Sacramento; y, lo que más lástima podía hacer, un hermano del mismo regidor fraile francisco, muy grave, salió vestido como para decir misa, con el Santísimo Sacramento en las manos, con todos los frailes de San Francisco y cruces de las iglesias; y se les ponían de rodillas a estos bárbaros, y rogaban con lágrimas que no le matasen, por Jesucristo. Mas como toda aquella gente era común y vil, no hicieron caso de ellos, ni tuvieron reverencia a la Iglesia.

Pidiéronles que ya que querían matarle, que le dejasen confesar; y tampoco quisieron; y como pudo, se llegó a un fraile, y dijo en confesión tres o cuatro palabras, que más no pudo.
Prudencio de Sandoval, Historia de la vida y hechos del emperador Carlos V.

Desde de San Francisco, la exultante muchedumbre subió el cuerpo del procurador, ya muerto, calle hacia arriba. Cuando llegaron a la plaza de Santa Eulalia ‒donde en aquella época se encontraba el lugar de las ejecuciones– les salieron al paso los curas de la iglesia de la vecindad con el Santo Sacramento en la mano; iban acompañados de algunos caballeros armados con espadas que exigieron que lo soltaran. Pero en vano, pues a continuación la muchedumbre colgó a Tordesillas boca abajo, junto al par de víctimas del día anterior, y saqueó e incendió su casa.
Sería este hecho la causa del sitio de Segovia por parte del alcalde Rodrigo Ronquillo, quien en junio terminó convirtiendo su investigación judicial en una verdadera expedición de castigo. Por lo demás, documentos oficiales atribuyen la responsabilidad a los observadores enviados por la ciudad para supervisar la actuación de los procuradores en las Cortes, entre ellos, García de Esquina.

## Zamora

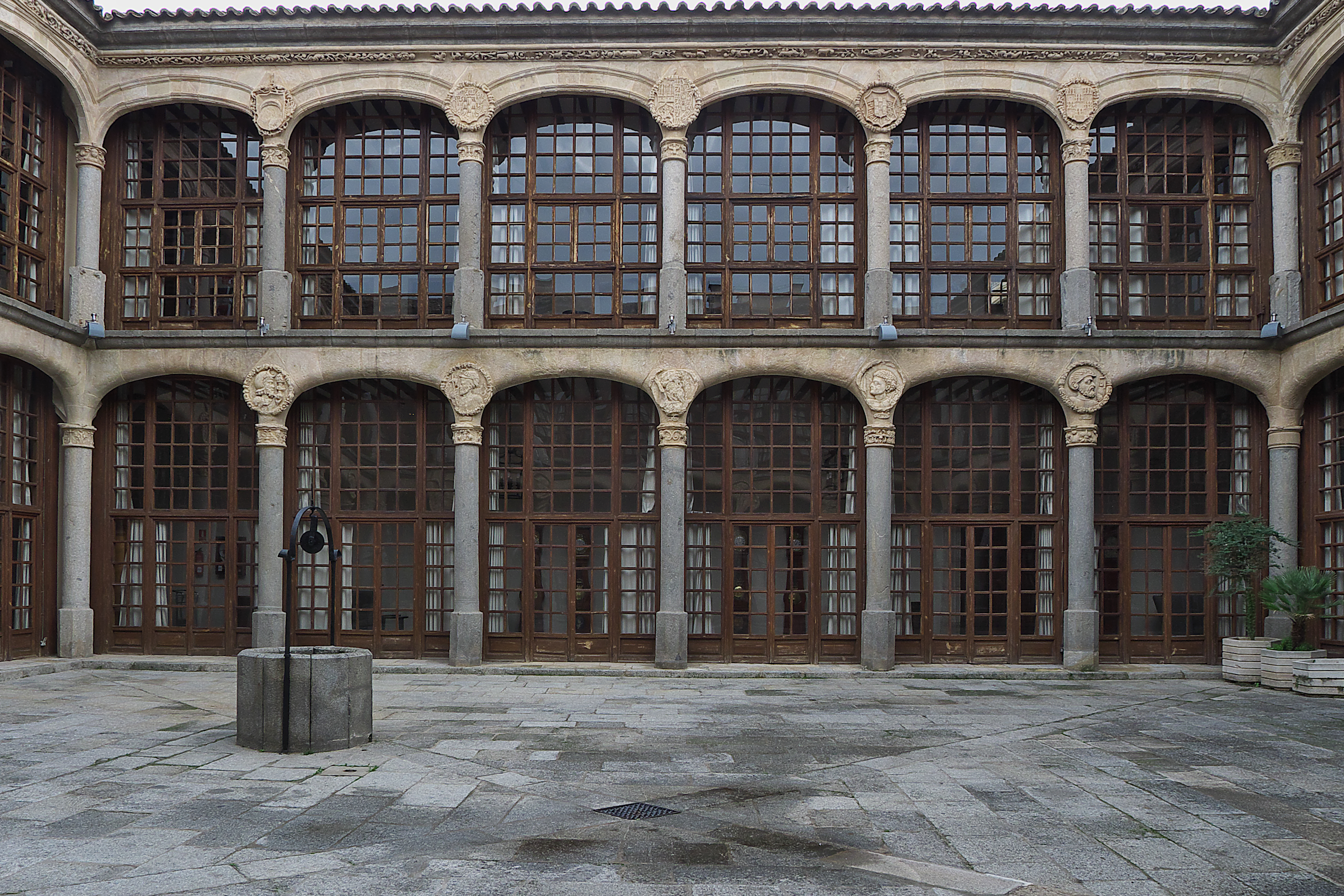
Palacio del conde de Alba de Liste en Zamora.

En Zamora el movimiento fue mucho menos espontáneo que en Segovia, pero las noticias de la votación del servicio por parte de sus procuradores Bernardino de Ledesma y Francisco Ramírez, refugiados en el monasterio de Montamarta a 18 kilómetros de la ciudad, inquietaron a la población por igual. Así que el 30 de mayo y con la esperanza de que su intervención calmaría los ánimos, el conde de Alba de Liste Diego Enríquez de Guzmán formó un tribunal de cuatro regidores (dos caballeros y dos hidalgos) y le obligó a pronunciar una sentencia que él mismo tenía preparada, por la cual condenaba a los dos procuradores a perder su hidalguía, a ser desnaturalizados de la ciudad y a ser recordada su traición mediante el levantamiento en la plaza mayor de dos estatuas de piedra que ostentarían epítetos deshonrosos.
El regidor Juan de Porras, sin embargo, se negó a firmar esta sentencia aduciendo que iba en contra de los designios reales. El conde entonces, en una escena harto teatral, destruyó el documento que había redactado y acusó al regidor de negarse a castigar a los diputados. Este emprendió la huida ante una multitud enfurecida, pero finalmente fue hecho prisionero y encerrado en la fortaleza de la ciudad. Al mismo tiempo, la muchedumbre se lanzó contra las casas de los procuradores, aunque las gestiones del obispo Antonio de Acuña y de la esposa del conde evitaron que fuesen destruidas. Luego de huidos a Valladolid Sandoval nos cuenta que: 

Como no pudieron haber los procuradores, hicieron unas estatuas semejantes a ellos y las arrastraron por las calles públicas con pregones afrentosos, dándolos por traidores, enemigos de su patria, y después los pintaron en las casas del Consistorio, escribiendo al pie de cada uno quién era y lo que había hecho contra aquella ciudad y contra la fe que prometieron.
Prudencio de Sandoval, Historia de la vida y hechos del Emperador Carlos V.

## Guadalajara

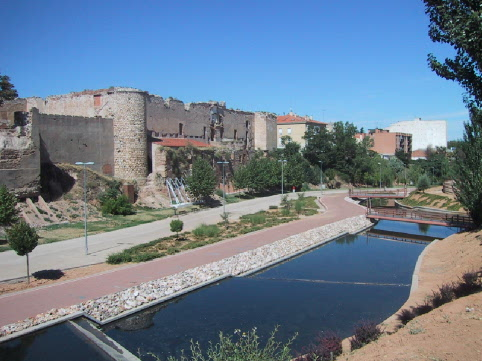
Alcázar Real de Guadalajara, asaltado por la multitud en 1520.

El 5 de junio una muchedumbre liderada por Pedro de Coca y el alabardero Buñulero rodeó el palacio del duque del Infantado para demandar el castigo de los dos procuradores, Diego y Luis de Guzmán. A continuación, derribó sus casas hasta los cimientos, sembró sus solares con sal, atacó la fortaleza y puso en fuga a los funcionarios municipales.
El carpintero Diego Medina también arengó a los vecinos frente a la iglesia de San Gil y estuvo dos horas sobre un banco de piedra tomandoles juramento con una cruz. Después consiguió que los insurgentes nombrasen al mismo conde de Saldaña, primogénito del duque, líder de la Comunidad. El del Infantado tardó pero respondió: ejecutó a Pedro Coca y alejó a su hijo hacia Alcocer para evitar que continuase comprometiendose en un asunto tan delicado, como aparentemente lo  estaba haciendo. Así, el 21 de junio anunció al cardenal Adriano que la situación era de total normalidad en Guadalajara, aunque creía necesario que se hicieran ciertas concesiones, como la baja de impuestos y una amnistía general, si se querían evitar nuevos desmanes.

## Burgos

### Destitución del corregidor y primeros incidentes

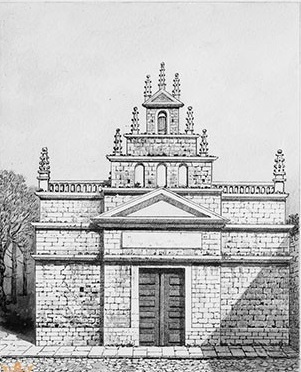
Convento de San Pablo, donde se refugió el corregidor burgalés el 10 de junio de 1520.

El 10 de junio los delegados de las vecindades burgalesas se reunieron con el corregidor dentro de la capilla de Santa Catalina, en una maniobra que tenía por objetivo salir al paso de los falsos rumores sobre impuestos. El tono de la discusión subió rápidamente, y las amenazas del corregidor no hicieron más que exasperar a la multitud concurrente. Fue entonces cuando comenzó a rumorearse que uno de los agitadores que acompañaba a Bernardo Roca, Juan el espadero, había sido encarcelado por las autoridades. Llegado a este punto, el corregidor debió huir y refugiarse en el convento de San Pablo, pero el populacho exaltado rodeó el lugar y amenazó con destruir el templo si no le abrían las puertas. Finalmente accedió, con el objetivo de evitar lo peor, a entregar la vara de justicia a los frailes para que estos se la transfiriesen, a su vez, a los amotinados.
Destituido de este modo el representante del poder real, la multitud nombró en su lugar al corregidor de Córdoba, Diego Osorio, que de manera casual circulaba por la ciudad junto a su esposa. Naturalmente, él rehusó esta responsabilidad, pero acabó por ceder ante la presión de los concurrentes fuertemente armados y que como primera medida le pidieron que ordenase la destrucción de la mansión del impopular García Ruiz de la Mota. Su negativa tampoco impidió que la multitud enfurecida llevase a cabo el acto por propia iniciativa: junto con la mansión, muchos archivos del Estado guardadas en ella ardieron en las llamas, y solo una pequeña parte pudo ponerse a salvo. Ciertamente, como afirma el cronista Sandoval, el populacho no se entregó al pillaje: 

Sacándolo a la plaza, donde hicieron la hoguera, a la cual llevaron todo el mueble que se halló en su casa de ropa blanca y tapicería muy rica y vestidos y cuantas arcas había en ella. Y lo sacaron y lo quemaron públicamente sin se querer aprovechar de cosa alguna, que es harto de maravillar, considerada la condición de la gente baja.
Prudencio de Sandoval, Historia de la vida y hechos del Emperador Carlos V

El otro de los procuradores, Pedro de Cartagena, refugiado en el monasterio de los benedictinos, fue advertido por Osorio del peligro que corría y llegó a huir a tiempo. La casa de Diego Soria, recaudador de impuestos, fue también atacada.
Fue así que tras romper en la plaza los recipientes que servían para calcular la alcabala del vino, se anunció que para el día siguiente se tomaría el Alcázar. En la mañana del 11 de agosto el alcaide de la fortaleza hizo caso omiso a los requerimientos de la multitud, pero, a su vez, comunicó al deán Pedro de Velasco y al corregidor Diego Osorio que sería imposible seguir resistiendo. Horas después, el edificio estaba ya en manos de los sublevados.
Tras estos acontecimientos, la multitud se lanzó al asalto de lo que quedaban de las mansiones un día antes destruidas. Así, la casa de Francisco Castellon, recaudador de impuestos, fue incendiada, y la de Joffre de Cottanes, saqueada. La rivalidad de la ciudad con Cottanes venía desde hacía cuatro años, en 1516, cuando este francés, haciendo caso omiso a la indignación de los burgaleses, obtuvo del monarca la tenencia del castillo de Lara.

### Asesinato de Joffre de Cottanes
El mismo día en el que los amotinados se apoderaban del Alcázar, Joffre de Cottanes llegó a Burgos acompañado del embajador francés. Advertido oportunamente, se refugió en la casa del conde de Sarmiento y luego en un convento de dominicos situado en las afueras de la ciudad. El 14 de junio emprendió su retirada a Francia, no sin antes proferir insultos contra los burgaleses: 

Al salir pues del monasterio al rayar la aurora, encontrándose con dos hombres de la hez del pueblo les dijo enojado: «yo reedificaré mi casa con las cabezas de los marranos de los burgaleses, poniendo en ella dos cabezas por cada piedra que se ha arrancado».
Juan Maldonado, El movimiento de España.

Los injuriosos dichos de Joffre se difundieron rápidamente, pero Osorio se negó a firmar una orden contra él. Cuando la multitud se dirigió en su busca, el francés se había refugiado en una pequeña aldea llamada Atapuerca. Desde allí Diego Osorio y Pedro de Cartagena instaron a la multitud, agolpada en un templo, a no realizar justicia por sus propias manos. Joffre fue entonces trasladado al interior de la ciudad, pero los intentos del corregidor para protegerlo encerrándolo en el interior del Alcázar resultaron frustrados ante la masiva oposición popular. Horas luego fue llevado a la cárcel, pero la multitud penetró dentro de ella y lo asesinó en los términos relatados por el humanista Juan Maldonado, testigo presencial de los hechos:

Mientras en casa de Osorio andaban en contestaciones, algunos artesanos sombrereros, hombres sanguinarios, que anhelaban que todo se revolviese y confundiese, rota la puerta de la cárcel acometen con el hierro á Jofre, que estaba ya con seguridad comiendo con sus amigos; uno con el puñal desnudo le atravesó el costado, otro le dividió el cráneo de un hachazo, el tercero le echó una soga al cuello, y ayudado de otros muchos que ya habían penetrado hasta allí, precipitó al infeliz por la puerta de la escalera que conduce al pueblo y calle pública. Fue tal la gritería que se levantó en el pueblo al ver á Jofre, tal la prisa por herirle, que á mí, que todo lo contemplaba atónito, me pareció que todos se habían vuelto locos de furor. No bien había llegado al suelo medio muerto, cuando descargan sobre el más de seiscientas heridas, le despedazan, le arrastran, todos se afanaban por tirar de la soga, por manchar las armas en su sangre. Le arrastran ya moribundo por las principales calles de la ciudad, desnudo, afeado con la sangre y el polvo, precediendo los pregoneros gritando: que el traidor pagaba su merecido. Cuando llegaron á aquella columna de piedra que está en medio de la plaza, levantada para ahorcar á los sentenciados, le colgaron la cabeza abajo y los pies arriba, cuando ya estaba tiempo hacia muerto y despedazado; porque decían los sediciosos que los traidores habían de padecer y morir colgados cabeza abajo.
Juan Maldonado, El movimiento de España.

A continuación, los presentes, apoyados por Pedro de Cartagena, se dirigieron a la casa de Diego Osorio y le pidieron que pronunciase, desde la “legalidad”, sentencia de muerte para Joffre. Sin otra alternativa, el corregidor accedió, en medio de las sospechas que lo acusaban de interferir en los deseos del pueblo.

## Actitudes en otras ciudades
Ciudades como León, Ávila, Soria o Valladolid sufrieron altercados menores o directamente no los hubo.

### Ávila
En Ávila, el día 5 de junio, Sancho Sánchez Cimbrón conminó a Juan de Henao y a Diego Hernández a que se presentasen en el regimiento en un plazo de 10 días para dar cuenta de sus actos como diputados de Cortes. Estos procuradores evidentemente no aparecieron por la ciudad. Además se pusieron en contacto con el rey, el cual envió un escrito al concejo abulense el 22 de junio en el que se le conminaba a que aceptase sus explicaciones a través de sus cartas, sin que fuera necesaria su presencia física en Ávila.

### León
El 24 de agosto en León se vieron enfrentados, uno de los procuradores, concretamente el conde de Luna Francisco Fernández de Quiñones, con Ramiro Núñez de Guzmán, pero Juan Ramírez evitó que la situación se tradujese en mayores alborotos.

### Valladolid y Soria
En cambio, no se registraron incidentes en Valladolid, principalmente por la presencia en la ciudad del cardenal Adriano y el Consejo Real. En Soria, por su parte, los únicos incidentes tuvieron lugar meses más tarde, cuando la casa del comendador Aguilera, uno de los procuradores, fue saqueada y su esposa debió refugiarse en la localidad de Portillo.

## Reacciones del poder real
Consciente el regente Adriano de la naturaleza de las revueltas solicitó al emperador ceder en la cuestión fiscal, solicitud a la que él accedió en julio. De ese modo, a principios de agosto se anuló el servicio votado en La Coruña y la alcabala retornaba al volumen de 1518, autorizando nuevamente los encabezamientos. Sin embargo, estas medidas no resultaron útiles para frenar el movimiento comunero por cuanto resultaban tardías y el mismo comenzaba a bregar por reivindicaciones más profundas de tipo políticas y la reorganización del gobierno a través de uno nuevo, la autodenominada Santa Junta.

### Libros
- Pérez, Joseph (1977). La revolución de las Comunidades de Castilla (1520-1521). Siglo XXI de España Editores. ISBN 9788432302855.

- Berzal de la Rosa, Enrique (2008). Los comuneros: de la realidad al mito. Sílex Ediciones. ISBN 9788477372066.

- Danvila y Collado, Manuel (1897). Historia crítica y documentada de las Comunidades de Castilla, volumen I (PDF). Colección de documentos, opúsculos, y antigüedades que publica la Real Academia de Historia; 35-40. Madrid: Memorial Histórico Español.

- de Colmenares, Diego (1847). Historia de la insigne ciudad de Segovia, y compéndio de las historias de Castilla, volumen III. Baeza.

- Maldonado, Juan (1840). De motu Hispaniae (José Quevedo, trad.) [El movimiento de España]. Madrid: Imprenta de D. E. Aguado.

- de Sandoval, Prudencio (1681). Historia de la vida y hechos del emperador Carlos V. Impreso por Geronymo Verdussen.

### Publicaciones
- de Tapia Sánchez, Serafín (2007). «La participación de Ávila en las Comunidades de Castilla». Separata 3. ISBN 9788496433519.

- Traseira de Abajo, Ignacio (2017). «La guerra en las Comunidades en la ciudad de León». dirigida por Margarita Torres Sevilla. Máster en cultura y pensamiento europeo: tradición y pervivencia: Instituto Lou de Humanismo y Tradición clásica, Universidad de León.

- Diago Hernando, Máximo (2000). «Las ciudades castellanas contra Carlos I: Soria durante la revuelta de las comunidades». Celtiberia (84): 125-184.

- Datos: Q28503671